# Николај Морозов (револуционар)
Николај Александрович Морозов (рус. Никола́й Алекса́ндрович Моро́зов; село Борок, Јарославска губернија Руске Империје, 7. јул 1854 – Борок, Јарославска област, СССР, 30. јул 1946) био је руски научник и револуционар. Припадао је револуционарном народњачком покрету који се залагао за једнака права радничке и сеоске класе у Русији крајем XIX и почетком 20. века. Као припадника групе која је извршила атентат на императора Александра II Николајевича руске власти су га 1882. осудиле на доживотни затвор. До 1884. био је притворен у тамници Петропавловске тврђаве, а потом је премештен у Шлисељбуршку тамницу где је био заточен све до 1905. године.
Након револуције постаје једним од најзначајнијих научних радника тадашњег Совјетског Савеза. Био је почасни члан Совјетске академије наука, а од 1918. па све до смрти радио је као ректор Института за природне науке у Петрограду.
У научном раду бавио се највише астрономијом и хемијом, а написао је и бројна књижевна дела са историјском позадином. Двоструки је добитник Ордена Лењина (1944. и 1945) и Ордена црвене заставе за рад (1939. године).

## Биографија
Николај Александрович Морозов рођен је 1854. године на имању Борок чији власник је био његов отац Пјотр Алексејевич Шчепочкин (1832—1886), молошки велепоседник и племић. Његова мајка, пореклом из Новгорода, Ана Васиљевна Морозова (1834—1919) радила је као радница на имању његовог оца. Иако су њих двоје имали чак седморо заједничке деце (2 сина и 5 кћери) сви су носили мајчино презиме и патроним крсног кума велепоседника Александра Ивановича Радожичког. Након завршеног основног школовања на имању, године 1869. уписан је у Другу московску гимназију одакле је због лошег владања избачен, а у периоду 1871–1872. слушао је предавања на Московском универзитету.
Године 1874. постаје чланом народњачког анархистичког револуционарног покрета „чајковци“ (рус. чайковцы) чији чланови су ширили одређене идеје о правима радника међу сеоском и радничком популацијом. Исте године одлази за Швајцарску где је писао за револуционарне часописе „Работник“ и „Вперёд“. У Швајцарској је постао чланом Интернационале. Након повратка у земљу 1875. ухапшен је и након три године осуђен за учествовање у антидржавној и револуционарној пропаганди. Након изласка из затвора наставио је са револуционарном делатношћу, а да би избегао хапшење повукао се у илегалу. У то време постао је један од лидера револуционарне организације „Земља и слобода“ (рус. «Земля и воля»), те уредник истоименог листа.
Као један од најтврђих заговорника оружане борбе зарад постизања властитих циљева учествовао је у завери за убиство императора Александра II Николајевича 1880. године. Исте године са својом првом супругом Олгом Љубатович одлази из земље, а у децембру се у Лондону састаје са Карлом Марксом који му је том приликом поклонио неколико својих радова преведених на руски језик, укључујући и Манифест комунистичке партије. Приликом покушаја повратка у земљу ухапшен је на граници 28. јануара 1881. године, а на суђењу које је одржано наредне године осуђен је на доживотни затвор. До 1884. био је притворен у тамници Петропавловске тврђаве, а потом је премештен у Шлисељбуршку тамницу где је био заточен све до 1905. године.
Руска револуције из 1905. за последицу је имала амнестије бројних политичких затвореника, а међу њима је био и Николај Морозов који је у новембру 1905. пуштен на слободу након 25 година робије. Боравећи у затвору Морозов се потпуно посветио науци, изучио је 11 светских језика и написао 26 томова различитих научних радова из области хемије, физике, математике, астрономије, филозофије, а по изласку из затвора почиње са припремама за штампање својих радова.
Почетком јануара 1907. венчао се са новинарком, пијанисткињом и преводитељицом Ксенијом Бориславском (1880—1948), а венчање је обављено у маленој цркви у селу Копањ у Јарославској области. Исте године примљен је за члана масонске ложе „Поларна звезда Великог истока Француске“ (фр. Grand Orient de France).
Крајем јануара 1909. године Морозов је постављен на место председника Руског аматерског друштва за неговање природних наука (рус. Русское общество любителей мироведения), првенствено физике, математике, астрономије и геофизике. На тој функцији остао је до укидања организације 1939. године. Због неких критичких текстова на рачун власти поново је ухапшен 1911. године, и готово целу ту годину је провео у затвору. Последњи пут је ухапшен 1912. године на Криму, и све до почетка 1913. био је у притвору у затвору у Даугавпилсу. Све укупно Николај Морозов је у затвору провео 30 година.
На његову иницијативу је у његовом родном селу Борки отворен научни центар 1939. године, а данас тамо ради Институт за проучавање копнених вода, те Геофизичка опсерваторија.
На властиту иницијативу је 1939, у доби од 85 година успешно завршио обуку за кориштење балистичког оружја, те је доцније три године активно учествовао у ратним операцијама на Волховском фронту током Другог светског рата. За ратне заслуге награђен је двоструким Орденом Лењина.
По властитој жељи сахрањен је у парку у родној Борки, а на месту његове гробнице подигнут је бронзани споменик.

## Политички ставови
У својим политичким погледима Морозов није делио идеале бољшевизма. Сматрао је да је социјализам једино идеално политичко друштво и да се ка том циљу може стићи искључиво кроз развој науке, технике и образовањем широких народних маса. Сматрао је да је код транзиције неопходна постепена национализација производних погона, а никако насилна експропријација. У својим радовима често је критиковао модел социјалистичке револуције за који је сматрао да је непримењив на подручју једне претежно руралне земље каква је у то време била Руска Империја. Штавише о том питању је био директан опонент и самом Лењину. Сматрао је да без буржоазије ни пролетеријат не може да постоји. Био је један од оснивача Уставотворно-демократске партије (популарно назване Кадети).
Уочи избијања Октобарске револуције Морозов је знатно приближио своје ставове револуционарном покрету, а као члану Кадетске партије понуђено му је место министра просвете у будућој револуционарној влади, што је он одбио.

## Научни рад
Од 1918. па до краја свог живота Николај Морозов је радио као директор Института природних наука П. С. Лесгафта у Лењинграду. Израдио је властити модел одела за летове на великим висинама, својеврсни прототип саврменог свемирског скафандера.
Николај Морозов написао је мноштво књига и научних чланака везаних за астрономију, космогонију, физику, хемију, биологију, математику, геофизику, метеорологију, ваздухопловство и авијацију, филозофију, политичку економију, лингвистику и историју науке. Многа његова дела немају строго научни карактер, већ су више популарног и просветитељског правца.
У својим радовима везаним за хемију писао је о сложеној структури атома, те о могућностима трансмутације и класификације елемената, чиме је на себе скренуо пажњу чак и Дмитрија Мендељејева. У радовима из физике чак је покушао да побије Ајнштајнову Теорију релативитета.
Развио је једну од варијанти вакцине против богиња, али та вакцина никада није ушла у употребу због неких практичних недостатака.
Његову аутобиографску књигу „Повест мог живота“ која се односи на део његовог живота проведен у Шлисељбурншкој тврђави, позитивно је критиковао чак и Лав Толстој.
Прву збирку песама под насловом „Иза решетака“ (рус. «Из-за решётки») објавили су његови пријатељи у Женеви 1877. године. Касније су уседиле збирке „Зидине ропства“ (рус. «Из стен неволи», 1906) и „Звездане песме“ (рус. «Звёздные песни», 1910). Због књиге Звездане песме која је садржавала револуционарне погледе на свет ухапшен је 1911. године и целу ту годину је провео у затвору.
Његова дела о историјским темама касније су добила карактер псеудоисторијских фикција.

## Меморалије
У част Николаја Морозова бројне улице широм Русије носе његово име. Астероид главног астероидног појаса 1210 Morosovia и један кратер на Месецу такође носе име по њему. Њему у част названа је и варошица Морозовљева Варош у Лењинградској области.

## Напомена
1. ↑  Молога је био град који се налазио на подручју данашњег Рибинског језера чијом градњом је потопљен.